# Peter Kubelka
Pour les articles homonymes, voir Kubelka.
Peter Kubelka est un cinéaste expérimental né à Vienne (Autriche) le 23 mars 1934. 

## Biographie
Cinéaste, musicien, théoricien, cuisinier, observateur attentif des arts, cofondateur de l'Anthology Film Archives à New York (avec Jonas Mekas qu'il a rencontré au festival belge EXPRMNTL) et de l'Österreichisches Filmmuseum de Vienne, Kubelka étudia au Centro Sperimentale di Cinematografia à Rome. Il a enseigné le Cinéma et la Cuisine à l'Académie des Beaux-Arts de Francfort ainsi qu'à la N.Y. University et à Chicago.
Il a conçu en 1976, pour le Centre national d'art et de culture Georges-Pompidou l'exposition Une Histoire du cinéma qui comprenait environ 300 films d'une centaine d'auteurs, des origines du « cinéma comme art » à aujourd'hui. Peter Kubelka a toujours eu le souci de maintenir le cinéma à un niveau d'exigence égal à celui des autres arts, rejetant toute notion de marginalité, il considère le cinéma commercial comme un genre mineur du cinéma normal qu'il pratique, « on ne dit pas de Joyce qu'il est un écrivain expérimental ».
Ses méthodes de travail sont basées sur une mémorisation intégrale de tous les éléments visuels et sonores qui sont ensuite rigoureusement agencés selon des lois complexes, fondées sur sa théorie du cinéma métrique. Ses films, peu nombreux mais extrêmement condensés, poussent l'expérience cinématographique à un haut degré de complexité et d'intensité, s'étayant sur certains processus fondamentaux de la projection cinématographique : le battement noir/lumière, le bruit blanc et le silence, l'immobilité/le mouvement, la possibilité de synchronisation image/son au 24e de seconde, l'articulation photogrammique du film.
Peter Kubelka a participé à la restauration du film Enthousiasme, premier sonore du cinéaste soviétique Dziga Vertov. Il revient sur ce travail dans le documentaire de 2005 Restoring 'Entuziazm'.
Peter Kubelka est le frère de l'écrivain Susanna Kubelka. Le cinéaste a été marié à la photographe et cinéaste Friedl vom Gröller rencontrée en 1974 et avec laquelle il a eu un enfant, Louise Anna Kubelka.

## Filmographie
- Mosaik Im Vertrauen (1954/55), 35 mm, 16 mm, en couleur et noir et blanc, son, 16 min 30.
- Adebar (1956/57), 35 mm, en N&B, son, 1 min 30.
- Schwechater (1957/58), 35 mm, en N&B, son, 1 minute.
- Arnulf Rainer (1958/60), 35 mm, 16 mm, en N&B, son, 6 min 30.
- Unsere Afrikareise, (1961-66), 16 mm, en couleur, son, 12 min 30.
- Pause ! (1977), 16 mm, en couleur, son, 11 min 45.
- Dichtung und Wahrheit (2003), 35 mm, en couleur, muet, 13 minutes.
- Antiphon (2012), 16 mm, en N&B, son, 6 min 30 (Arnulf Rainer inversé.)
- Monument Film (2012) = Arnulf Rainer + Antiphon associés (accolés ou superposés.)

## Citations
- « Je ne fais pas du cinéma expérimental, ce sont les autres qui font du cinéma commercial. - Moi je fais du cinéma. » — Peter Kubelka
- « Ces films méritent, vraiment, d'être vus et vraiment vus et écoutés pour être crus ! »[2] — Stan Brakhage
- « Le cinéma de Kubelka est comme un cristal, ou un autre élément naturel : ça ne semble pas avoir été produit par l'Homme… »[2] — Jonas Mekas